# Sceaux-d’Anjou
Sceaux-d'Anjou – miejscowość i gmina we Francji, w regionie Kraj Loary, w departamencie Maine i Loara.
Według danych na rok 2010 gminę zamieszkiwały 972 osoby, a gęstość zaludnienia wynosiła 56 osób/km².